# Lucía Méndez (actriz)
Lucía Méndez (León, Guanajuato, 26 de enero de 1955) es una actriz, cantante y empresaria mexicoestadounidense.
Como actriz y cantante se dio a conocer a principios de los años setenta y sigue vigente tras más de cincuenta años de carrera.

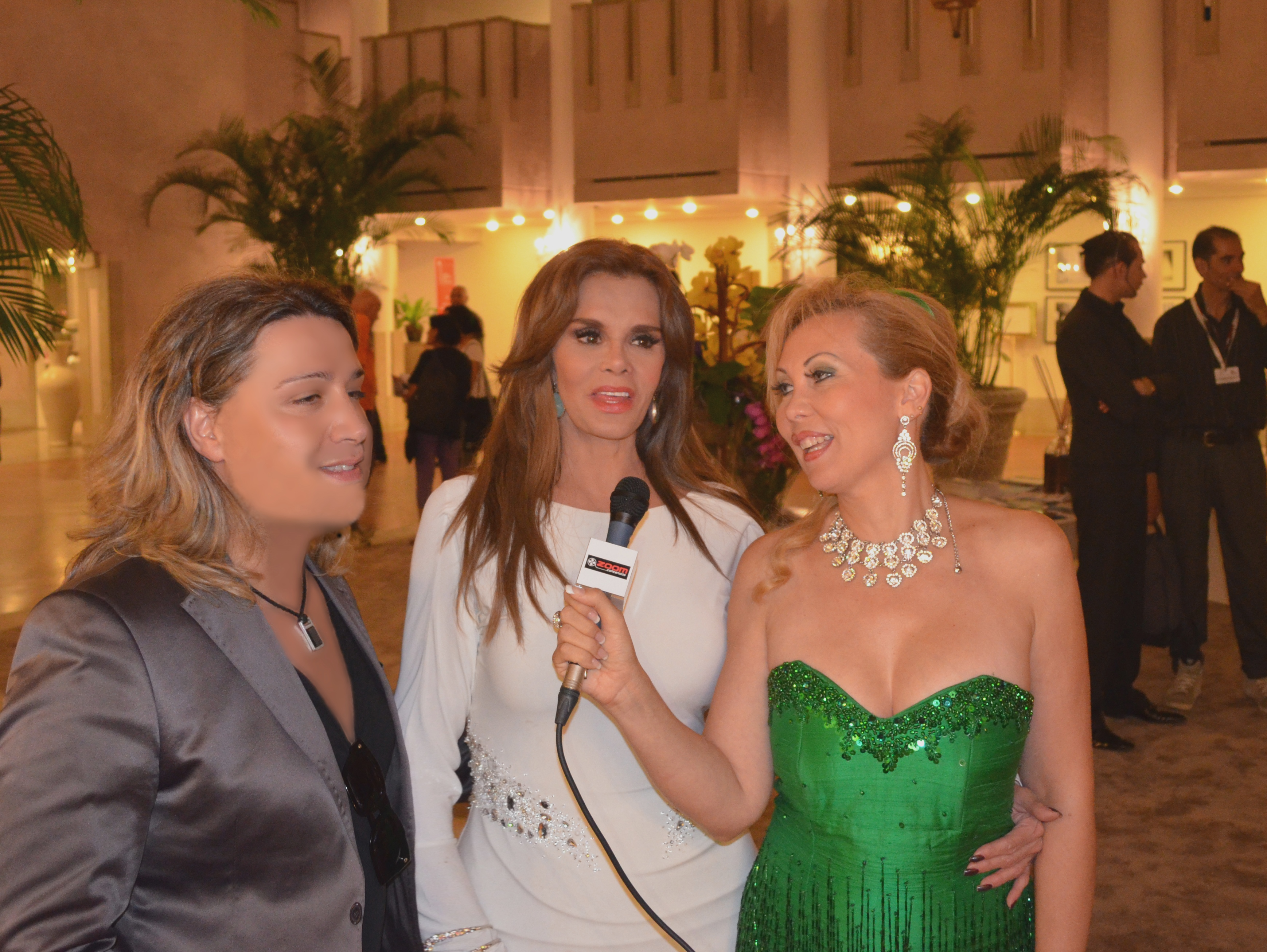
Lucía junto a Davi Wornel en el Festival de Venecia (2013).

## Carrera en televisión
Fue nombrada como El rostro de El Heraldo de México, título otorgado por el diario del mismo nombre (el referido nombramiento no se entrega desde el año 2002) de la Ciudad de México en el año 1972. A partir de ese momento le surgieron propuestas para incursionar en el mundo de las telenovelas.
Realiza su primera intervención en televisión al lado de Angélica María en Muchacha italiana viene a casarse (1972). Su primer personaje importante en telenovela fue en "Paloma" junto a Andrés García y Ofelia Medina (1975) en este mismo año recibió el premio Calendario Azteca como revelación en la Televisión, otorgado por Asociación de Periodistas de Radio y Televisión (AMPRYT) de México, gracias al papel anteriormente citado obtuvo su primer rol de protagonista en la telenovela "Mundos opuestos" en 1976 en el papel de "Cecilia". Su primer gran éxito a nivel internacional lo representa Viviana en 1978, al lado de Héctor Bonilla; después vino "Colorina (1980) cuyo tema musical fue compuesto por el cantante y compositor español Camilo Sesto quien desde ahí le produjo canciones de su autoría; fue una telenovela de gran polémica para la sociedad de la época. Esta telenovela logró lo impensable, paralizar la Ciudad de México, de acuerdo a la revista People en español es considerada una de las 10 mejores telenovelas de la historia incluso en el Noticiero 24 Horas de México, su titular Jacobo Zabludovsky preguntaba: ¿Quién es el hijo de Colorina?.
Dos años más tarde viene Vanessa (1982) al lado de Rogelio Guerra, donde el final del melodrama fue inesperado pues moría la protagonista.
El Museo de Cera de Hollywood le otorgó en 1984 el privilegio de ser la primera artista hispana en contar con su estatua en dicho lugar. La comunidad hispana de Miami le otorgó su "Estrella" en el "Paseo de la Fama en la Calle 8", su natal Guanajuato, León le otorgó el reconocimiento "Arlequín de Bronce". La Asociación (de República) Dominicana de Cronistas de Arte (Acroarte) le entregó en 2005 el premio "Casandra Internacional" como reconocimiento a su carrera.
Tú o nadie (1985) al lado de Andrés García y Salvador Pineda; en donde se tocaban temas policíacos. Recibe el premio como mejor actriz otorgado por la Asociación de Cronistas de Espectáculos de New York (ACE) en New York por su trabajo en esta telenovela y cuyos temas musicales de entrada "Corazón de piedra/Don corazón" interpretados por ella e incluidos en el disco "Solo una mujer", le dan la oportunidad de ser nominada al Grammy americano en 1985, en la categoría "Best Latin Pop Performance". Recibe también en 1986 el premio ACE en la categoría de Televisión General por el Programa de Televisión Especial del Año titulado “Especial de Lucía Méndez” / Canal 41.
El extraño retorno de Diana Salazar (1988); "una novela que si es algo del otro mundo" de acuerdo a declaraciones de la histrión, por la que recibió un premio "ACE" como mejor actriz de 1989, la telenovela lo obtuvo como mejor producción para televisión escénica el mismo año; su tema de promoción, "Un alma en pena" fue escrito especialmente por el cantautor mexicano Juan Gabriel para que Lucía Méndez lo interpretara, posteriormente fue cambiado por el tema "Morir un poco". Esta telenovela marcó el debut y es el único trabajo en telenovela en México del actor argentino Jorge Martínez (quien también apareció en el video de Lucía "Yo no se quererte más").
En 1987 obtuvo la distinción de "Mister Amigo" de la comunidad de Brownsville, Texas, Estados Unidos de América, por ser la artista del año.
En el año 1990, graba la telenovela Amor de nadie al lado de Fernando Allende; la primera telenovela que toma el tema del Sida y lleva sus locaciones fuera de México, visitando países europeos, bajo la producción de Carla Estrada. Esta telenovela representó el debut de Saúl Lisazo y de Bertín Osborne en México.
En 1992, bajo el permiso de Televisa emigra a Miami, EUA y bajo la cadena de televisión hispana Telemundo graba Marielena; el tema musical, "Se acabó" generó la banda sonora de la telenovela (algo innovador para la época). "Marielena" es trasmitida en México en el año de 1994 bajo la televisora del Ajusco (TV Azteca), el haber protagonizado "Marielena" es el motivo por el cual Televisa decide vetar a Lucía Méndez, lo cual duró 15 años. Este trabajo le proporcionó otro Premio "ACE" de la crítica de New York en 1993, como Figura Femenina del Año, obtiene ese mismo año el segundo "ACE" en la Categoría de Variedades como Mejor Actuación Femenina de Centro Nocturno / Roseland.
En 1994, bajo "Telemundo" protagoniza en México y Puerto Rico la telenovela Señora tentación.
En 1996 regresa a México firmando un contrato por cinco años con TV Azteca.
En 1998 graba Tres veces Sofía al lado de Omar Fierro. Su actuación le valió recibir nuevamente el Premio "ACE" de la crítica de New York en 1999 como Figura Internacional Femenina del Año.
En el año 2000, realiza la telenovela Golpe bajo junto a Rogelio Guerra, Salvador Pineda, Margarita Isabel y Javier Gómez.
En el año 2007 prestó su voz y experiencia para dar vida a todos los personajes en el audio libro de Malinche de la laureada escritora mexicana Laura Esquivel, por lo cual en 2007 fue reconocida por el jurado de intelectuales de New York con el premio “The Latino Book Awards”; igualmente la APA (Audio Publisher Association por sus siglas en inglés) le otorgó el premio ganador por dicho trabajo en la sección de "Spanish Language" el 30 de mayo de 2008, la premiación se llevó a cabo en la ciudad de Los Ángeles, California, este trabajo compitió con el "Zahir" de Paulo Coelho, "Inés del Alma Mía" de Isabel Allende, "La Isla del Tesoro" de Robert Louis Stevenson y "20 mil leguas de viaje submarino" de Jules Verne. Esta Asociación es la máxima institución en premiar los trabajos de voz y narración de libros, así como de novelas importantes en Estados Unidos.
En 2007 regresó a Televisa, con un personaje en la telenovela Amor sin maquillaje. Celebrando los 50 años de la telenovela en México. En 2008, siguió aún vigente como empresaria y actriz.
Lucía Méndez trabajó en Argentina en la versión hispana para Estados Unidos de "Amas de casa desesperadas" para la cadena Univisión, en esta versión hace el papel de Alicia Arizmendi y es la narradora de la serie.
En 2008 Lucía Méndez fue parte del elenco de Mujeres asesinas, producida por Pedro Torres, basada en la serie dramática argentina del mismo nombre; dando vida a una sexo servidora en el capítulo de "Cándida, esperanzada", según su propia declaración y acorde al diario El Universal de México "es el más fuerte que ha interpretado en su carrera" y aunque en un principio dudó en hacerlo, “decidí tomar el reto porque es una denuncia, un reclamo a la sociedad y creo que era el momento para hacer cosas más comprometedoras”.
El 6 de febrero de 2009 regresó a las pantallas de televisión de México en el programa Desmadruga2 en el cual mostró su veta de comediante ya que realizó cinco "sketches" de ese género y utilizó, luego de casi 25 años, los pupilentes amarillos que uso en "El extraño retorno de Diana Salazar".
En marzo de 2009 la Revista TV & Novelas le otorga un reconocimiento en su 30 aniversario como parte de 30 figuras de la televisión mexicana que han impactado fuera de México.
El mismo año en Estados Unidos la Asociación GLAAD (Gay & Lesbian Alliance Against Defamation) le otorgó un reconocimiento especial por su campaña de apoyo a la prevención del suicidio de adolescentes Gay, esto de acuerdo a Reuters, es la primera ocasión en que se otorga un mención honorífica a una celebridad de acuerdo al portal de OEM
En el mes de agosto de 2009 salió al aire la tercera temporada de la serie Tiempo final, en la cual participa, la misma es coproducida por Pedro Torres para Fox Latinoamérica según declaraciones del propio productor. La actriz filmó en Colombia el episodio "Coartada" donde interpreta el papel de "Deborah" una mujer que tiene una "agencia de infidelidad", pues ella será la encargada de ocultar los amoríos extramaritales de sus clientes, de acuerdo a declaraciones de la histrión. el cual salió al aire el día 26 de agosto de 2009 en canal FX y el 1 de septiembre en canal Fox.
Trabajó en 2009 en la telenovela Mi pecado del productor mexicano Juan Osorio como participación especial en cinco episodios. Adicionalmente su tema "Un nuevo amanecer" sirve de marco musical para el personaje que interpreta en la historia.
En junio de 2009 y durante la 48 entrega de los premios Palma de Oro recibió por parte del Círculo Nacional de Periodistas de México las "Palmas de Oro" en homenaje a su trayectoria artística.
El 21 de julio de 2009 en un complejo teatral de la Ciudad de México durante la 39 entrega de las Diosas de Plata fue distinguida con la Diosa de Plata que otorgan los Periodistas Cinematográficos de México A.C. (Pecime) por su amplia trayectoria cinematográfica y su notable carrera en teatro y televisión de acuerdo a lo publicado por el Universal de México y Filmeweb.
El 7 de diciembre de 2009 recibió en Tapachula, México el reconocimiento "La Choca de Oro" que entrega la Sociedad General de Escritores de México (Sogem) junto a once mujeres más.
Como vocera de causa de la "Reforma Migratoria Proamerica" al lado del activista y locutor Alex Ruiz impulsa la reforma migratoria en Estados Unidos de América.
Nombrada por la revista People en Español como una de "Los 50 más bellos" de 2010.
En 2010 participó en dos episodios de la telenovela Llena de amor producida por Angelli Nesma y que es la versión mexicana de Mi gorda bella.
En mayo de 2010 fue nombrada "embajadora del Bicentenario" por el estado de Guanajuato, gracias a su destacada labor en el ámbito de la cultura y los espectáculos. Igualmente ratificada como "Embajadora internacional de Acapulco" título que ostenta desde 2003.
El 14 de mayo recibió homenaje por su trayectoria en Acapulco que recorre su trayectoria en cine, televisión y música.
El 16 de agosto de 2010 en Toluca recibió el Heraldo a la trayectoria y el reconocimiento Una Mano Amiga, en su sexta edición.
En 2011 realizó el primer papel antagónico de su carrera en la telenovela Esperanza del corazón del productor Luis de Llano Macedo.
En 2024 participa en la miniserie La Máquina de Disney+ y Hulu, interpretando el papel de Josefina Luján. La serie está protagonizada por Gael García Bernal, Diego Luna y Eiza González.

## Carrera cinematográfica

### 1970
Comenzó su carrera cinematográfica en 1972 en la película Cabalgando a la Luna con Rodolfo de Anda y Valentín Trujillo, le siguió El Hijo del Pueblo en 1973 con Vicente Fernández y Sara García, posteriormente en 1974 El desconocido con Valentín Trujillo y Fernando Allende; también realizó Juan Armienta el repatriado nuevamente con Vicente Fernández. En 1975, el Ministro y yo con Cantinflas, el mismo año hizo Más negro que la noche con Claudia Islas, Susana Dosamantes y Helena Rojo. En 1976 vino Los hijos de Sánchez con Anthony Quinn, Dolores del Río y Katy Jurado.
Obtuvo la "Diosa de Plata" del Cine mexicano por su intervención en El desconocido, otorgado por los Periodistas Cinematográficos de México, A.C. en la categoría "Revelación femenina".

### 1980
En esta década se demuestra que su impacto era tal que el público pagaba por verla actuar, aunque podía hacerlo gratis en la televisión, prueba de ello fueron los grandes éxitos taquilleros:
- “La ilegal de 1979 junto a Fernando Allende y Pedro Armendáriz Jr..
- Los renglones torcidos de Dios de 1982 en el papel de Alicia, con la actuación de Gonzalo Vega, Mónica Prado y Alejandro Camacho, basada en la obra de Torcuato Luca de Tena; por esta participación recibió el reconocimiento a la "Más taquillera" del cine mexicano, otorgado por Cámara Nacional de la Industria Cinematográfica.
- El maleficio II en 1985 con Ernesto Alonso.

### 1990
- “Confetti de 1996, en el papel de Coco Freyre, producción americana de José Manuel Costoya y José "Pirulo" González, bajo la dirección de Ron Wishna; junto a Christine Page y Tess Daulton entre otros.

### 2020
En septiembre de 2024 se estrenó a través de la plataforma de streaming Prime video la película, originalmente para cine, Mejor viuda que mal acompañada, junto a Itatí Cantoral, Alicia Machado y Patricia Manterola.

## Carrera en teatro
Lucía se inició en la obra Por un paraguas siendo niña, ya en la edad adulta en 1972 estelarizó Nada de sexo que somos decentes con Benny Ibarra y Otto Sirgo.
En 1976 junto a Julio Alemán y Juan Peláez protagonizó El Fantasma de la Ópera (The Phantom of the Opera).
1996 ve su regreso al teatro con la obra No! No! Por favor junto a Benny Ibarra y Anardis Vega.
En diciembre de 2014, tras 18 años de ausencia, vuelve al teatro, con la obra Un encuentro inesperado en el papel de Lidia Salinas, junto a Mauricio Herrera.
En septiembre de 2023 efectúa una gira en Estados Unidos de América con la obra Los monólogos de la vagina junto  Lorena Herrera y Roxana Castellanos en un total de en diecisiete teatros.

## Carrera musical
Se dio a conocer en el ámbito musical con canciones rancheras en los 70's de la autoría de Juan Gabriel: "Siempre estoy pensando en ti" (1975); "Por qué me haces llorar" (1975); "Frente a frente" (1976); "La sonrisa del año" (1977), llegando a vender un millón de copias de su primer LP "Siempre estoy pensando en ti".
En los 80's lanzó "Atada a nada", "Culpable o inocente" de la mano del compositor y productor Camilo Blanes (Camilo Sesto), a estos le siguen "Enamorada", "Margarita", "Corazón de piedra", "Don corazón", "Te quiero", "Amor imposible", "Yo no se quererte más", "Castígame", "Morir un poco", "Un alma en pena", "Luna morena", "Nos aburriremos juntos", "Tormenta de verano", "Juntos por costumbre", "Nube viajera".
En 1985 alcanza su nominación al "Grammy" americano sección "Best Latin Performance" por su disco "Solo una mujer". Incluso grabó un dueto con Barry Manilow llamado "Ay Caramba" incluida en el disco "Barry Manilow grandes éxitos en español" de 1986 y una canción en inglés llamada "Don't tell my Mama".
En 1983 por su participación en el XXIV Festival Internacional de la Canción de Viña del Mar fue declarada la Reina del Festival, siendo la primera artista mexicana en obtener ese galardón, es un título, que la prensa acreditada al certamen viñamarino otorga a la mujer más destacada, mediante voto secreto en un proceso eleccionario organizado por el diario “La Cuarta” de Santiago.
En 1985 participa en la grabación de la canción “Cantaré, cantarás” con varios artistas latinoamericanos como Amanda Miguel, Emmanuel, José José, Vikki Carr, Roberto Carlos y Simone, entre otros, aglutinados en "La Hermandad", en un fin muy parecido al de "Do they know it's Christmas? the Band Aid o “We are the world” the USA for Africa.
En los 90's interpreta "Amor de nadie", "Bésame", "Se acabó", "Señora tentación", "Se prohíbe" y "Vete".
En 1998, reaparece en el mundo musical bajo la mano de Azteca Music con el álbum Todo o nada, colocando su sencillo "Ya la pagarás" autoría de Mario de Jesús, así como también son escuchados temas tales como "Todo o nada", "Corazón de acero", "Cariñito azucarado" del mismo álbum; de acuerdo a AMPROFON de México es disco es Certificado "Disco de Oro" por 100,000 copias vendidas. En el año 1999 lanza Dulce romance su segundo disco de boleros bajo Azteca Music y del que se desprende el tema "Perdóname", de este álbum también se lanzan los temas "Gracias por haberte ido" y "Rehilete".
En 2001 participó junto a varias figuras hispanas en el tributo musical rendido a las víctimas del 11 de septiembre y que sirvió de apoyo a las víctimas del atentado; el mismo fue compuesto por Gian Marco y grabado en Miami el 27 de septiembre del mismo año.
En el año 2004, regresa con el disco Vive donde realiza un dueto con Los Tucanes de Tijuana para la canción "La pareja dispareja".
Su carrera de cantante le ha dado adicionalmente los premios de "Discometro", "Vocero de popularidad" y "Las Palmas de Oro" otorgado por el Círculo nacional de periodistas de México.
En 2008 realiza su gira de conciertos por Estados Unidos de América la cual la lleva a recorrer varias ciudades en apoyo a la Comunidad Gay, la misma se denomina "Reina de reinas" y forma parte de su campaña para evitar que continúen los suicidios de adolescentes que no se sienten aceptados por la sociedad ni comprendidos por su padres, de acuerdo a lo citado por el Nuevo Herald de Miami.
El 4 de octubre de 2009 lanzó el disco titulado "Mis grandes éxitos: Otra vez enamorada...con un nuevo amanecer" siendo un disco de éxitos en el que incluye los temas que han marcado su trayectoria como cantante, tales como "Corazón de piedra", "Alma en pena", "Margarita" y "Culpable o Inocente", de los que realizó una versión moderna junto a músicos destacados, igualmente incluye el tema "Un nuevo amanecer", escrita y producida por su primogénito Pedro Antonio Torres Méndez, el mismo se lanzó el 5 de diciembre de 2008 en la Teletón de México durante su participación en la misma. El nuevo disco y otros tres serán bajo el sello discográfico Sony Music ya que la cantante ha firmado contrato con la disquera para producir cuatro discos.
El 30 de enero de 2010 fue declarada como la "Reina del Mariachi", para conmemorar el 21 aniversario del Día Mundial del Mariachi, de acuerdo a lo informado por Chucho López, dirigente de la Música Tradicional Mexicana, de la Asociación Nacional de Actores (ANDA), siendo coronada en marzo de 2010.
En septiembre de 2010 lanzó su disco número 22, de género ranchero y ritmo de banda y que incluye canciones como homenaje a Juan Gabriel grabado también para Sony Music y por el que fue nominada al premio Grammy Latino en la categoría mejor álbum de música ranchera.
El 10 de junio de 2011 realizó el debut de su show "Noches de cabaret", iniciando temporada en el Babilonia Show Center.
En el mes de julio de 2013 lanzó su álbum recopilatorio, "Lo esencial de Lucía Méndez, 40 Aniversario", el cual contiene tres CD y un DVD.
En febrero de 2014 lanza "Cuore di pietra" que es la versión en italiano de su tema "Corazón de piedra". En octubre del mismo año presentó su canción "Te vas o te quedas" al ritmo de banda.
En junio de 2015 presenta su canción "Fidati di me" en italiano.
En noviembre de 2015 lanzó su disco "Bailan" con temas en italiano y español para el sello Sony Music.
El 10 de diciembre de 2016 presentó en el Teatro Metropólitan de la Ciudad de México su espectáculo "Lucía Méndez en escena" ideado y producido por ella misma.
El 8 de diciembre de 2017 lanzó su disco "En escena (en vivo)", material que contiene 17 temas y DVD, siendo grabado durante su espectáculo en el Teatro Metropolitan en 2016, para el sello Sony Music.
El 26 de enero de 2018 presentó su espectáculo "Lucía Méndez en escena" en el Cabaret Lunario del Auditorio Nacional de México.
El 14 de febrero presentó su EP "Feel My Body" producido por DJ Pabanor.
El 17 de abril de 2020 lanzó el tema "Un alma en pena (2020 versión)" a través de plataformas digitales.
El 11 de septiembre de 2020 lanzó en plataformas digitales el tema "Mi México", en ritmo ranchero, es versión del tema "México", incluido en su álbum "Te quiero de 1985.
El 16 de abril de 2021 lanzó en plataformas digitales el tema "Se te acabó tu fiesta".
El 22 de julio de 2021 inició una gira de conciertos llamada "Divas" por ciudades de Estados Unidos junto a Rocío Banquells, Manoella Torres y Dulce.
El 23 de mayo de 2022 lanzó el tema "Padre, maestro, abuelo y cómplice",  todo lo recaudado por las descargas y ventas digitales va en ayuda de la Fundación Conecta Mayor de Chile.
El 26 de mayo lanzó su material "Por amor a México", que cuenta con seis temas compuestos por Alejandro Jaén, contiene el sencillo "El anillo" y un dueto con Dulce, titulado "Sabor a nada".
El 3 de mayo de 2024 inició con su espectáculo "Lucía Méndez es Vedette" en el Stelaris del hotel Fiesta Americana Reforma de la Ciudad de México.

## Youtuber
El 15 de abril de 2021 debutó como youtuber con su programa "Lucía Méndez presenta".

## Carrera empresarial
Lanza a la venta su perfume Vivir by Lucía Méndez (La Esencia que Enamora), en México en el año 2006 bajo la marca de cosméticos Fuller, y en pocas semanas logra vender 600.000 copias del perfume, lo cual la hace acreedora al reconocimiento por parte de la Cámara Mexicana de Comercio como Presidente Honoraria del Capítulo de Mujeres Empresarias en Estados Unidos de América. Según declaraciones de la artista al diario El Universal de México, Vivir by Lucía Méndez fue lanzado a nivel mundial en el mes de junio, el mismo fue recientemente reconocido por el New York Times. El mismo fue premiado en Nueva York en agosto de 2009 como la mejor y más importante esencia de feromonas a nivel mundial, esto de acuerdo a El Financiero de México.
Fue Presidenta de la Cámara de Comercio de Las Vegas.
Sacó a la venta el producto llamado "Oxivivir de Lucía Méndez", un tratamiento a base de oxígeno líquido que puede ser ingerido por las mujeres de edad madura para verse más radiantes.
El 21 de marzo de 2013 lanza a mercado su perfume "Aura" cuya promesa básica es "ayudar a fortalecer y proteger el aura a través de su ingrediente activo."
En el contexto altruista tiene su Fundación Don Corazón para niños sordos.
En abril de 2023 se convirtió en "Ángel" para una campaña de la organización activista en defensa de los animales (PETA Latino).

## Vida personal
Estuvo casada dos veces, la primera con el productor Pedro Torres con quien tuvo a su único hijo, Pedro Antonio Torres Méndez. En el año 2004 contrajo matrimonio, por segunda ocasión, con Arturo Jordán, de nacionalidad cubano-americana. El matrimonio terminó en 2007.
En 1989, el poeta mexicano Rubén Bonifaz Nuño le escribió un libro de poemas titulado Pulsera para Lucía Méndez.
En 2003 le fue otorgada la nacionalidad estadounidense.
El 7 de julio de 2020 anunció que sería abuela. El 10 de enero de 2021 comunicó el nacimiento de su primera nieta.
El 19 de septiembre de 2022 anunció el nacimiento de su segunda nieta.

## Discografía

### Álbumes
| Año  | Álbum                                                                |
| ---- | -------------------------------------------------------------------- |
| 2023 | Por amor a México                                                    |
| 2023 | El anillo (sencillo)                                                 |
| 2022 | Padre, maestro, abuelo y cómplice (sencillo)                         |
| 2021 | Se te acabó tu fiesta (sencillo)                                     |
| 2020 | Mi México (sencillo)                                                 |
| 2020 | Un alma en pena (2020 versión) (sencillo)                            |
| 2019 | Feel My Body                                                         |
| 2017 | En escena (en vivo)                                                  |
| 2017 | Un anima in pena (sencillo) versión en italiano de "Un alma en pena" |
| 2015 | Bailan                                                               |
| 2014 | Te vas o te quedas (sencillo)                                        |
| 2010 | Lucía Méndez canta un homenaje a Juan Gabriel                        |
| 2009 | Mis grandes éxitos: Otra vez enamorada...con un nuevo amanecer       |
| 2007 | Malinche - Audio Book                                                |
| 2004 | Vive                                                                 |
| 1999 | Dulce romance                                                        |
| 1998 | Todo o nada                                                          |
| 1994 | Señora tentación                                                     |
| 1993 | Se prohíbe                                                           |
| 1991 | Bésame                                                               |
| 1989 | Lucía es Luna morena                                                 |
| 1988 | Mis íntimas razones                                                  |
| 1986 | Castígame                                                            |
| 1985 | Te quiero                                                            |
| 1984 | Sólo una mujer                                                       |
| 1983 | Enamorada                                                            |
| 1982 | Cerca de ti                                                          |
| 1980 | Regálame esta noche                                                  |
| 1979 | Sé feliz/Amor de madrugada                                           |
| 1978 | Viviana                                                              |
| 1977 | La sonrisa del año                                                   |
| 1977 | Presentimiento                                                       |
| 1976 | Frente a frente                                                      |
| 1975 | Siempre estoy pensando en ti                                         |

### Recopilaciones
| Año  | Recopilaciones                                                          |
| ---- | ----------------------------------------------------------------------- |
| 2013 | Lo esencial de Lucía Méndez, 40 Aniversario (contiene tres CD y un DVD) |
| 2007 | Las número 1 (incluye DVD)                                              |
| 2006 | Canciones de amor                                                       |
| 2003 | Ellas cantan así                                                        |
| 2001 | 100 Años de música                                                      |
| 1999 | Sucesos musicales                                                       |
| 1997 | A petición del público                                                  |
| 1996 | Colección original                                                      |
| 1994 | Personalidad Lucía Méndez 20 éxitos Sony-México                         |
| 1993 | Mis 30 mejores canciones                                                |
| 1986 | Lo mejor de Lucía Méndez                                                |
| 1983 | Los grandes éxitos de Lucía Méndez                                      |

## Telenovelas, series de televisión y programas
| Año       | Telenovelas, Series de televisión   | Personaje |
| --------- | ----------------------------------- | --- |
| 2024      | La Máquina                          | Josefina Luján |
| 2024/2022 | Siempre reinas                      | Ella misma - Reality Show                                                                                            |
| 2023      | La casa de los famosos México       | Ella misma - Panelista - Reality Show                                                                                |
| 2023      | María Félix, la diva eterna         | Ella misma |
| 2022      | Iron Chef México                    | Ella misma - Jurado (episodio 5) - Reality Show                                                                      |
| 2017      | Las 13 esposas de Wilson Fernández  | Ella misma - Serie de televisión                                                                                     |
| 2015      | Como dice el dicho                  | capítulo "A quien teme al Dios de los cielos, nada le asusta debajo de ellos" (Roberta Valdez) - Serie de televisión |
| 2011      | Esperanza del corazón               | Lucrecia Dávila viuda de Duprís                                                                                      |
| 2010      | Llena de amor                       | Eva Pavón Vda. de Ruiz y de Teresa                                                                                   |
| 2009      | Tiempo final (Fox) - Temporada III  | capítulo "Coartada" (Deborah) - Serie de televisión                                                                  |
| 2009      | Mi pecado                           | Inés Valdivia de Roura                                                                                               |
| 2008      | Mujeres asesinas (México)           | capítulo "Cándida, esperanzada" (Cándida Rubio) - Serie de televisión                                                |
| 2008      | Amas de casa desesperadas           | Alicia Arizméndi - Voz en off para narración - Serie de televisión                                                   |
| 2007      | Amor sin maquillaje                 | Lupita Velázquez |
| 2000      | Golpe bajo                          | Silvana Bernal |
| 1998      | Tres veces Sofía                    | Sofía Gutiérrez de Briceño                                                                                           |
| 1994      | Señora tentación (telenovela)       | Rosa Moreno |
| 1992      | Marielena                           | Marielena Muñoz |
| 1990      | Amor de nadie                       | Sofía Hernández |
| 1988      | El extraño retorno de Diana Salazar | Diana Salazar/Leonor de Santiago                                                                                     |
| 1985      | Tú o nadie                          | Raquel Samaniego Silva                                                                                               |
| 1982      | Vanessa                             | Vanessa Reyes de Saint-Germain                                                                                       |
| 1980      | Colorina                            | Colorina/Fernanda Redes                                                                                              |
| 1978      | Viviana                             | Viviana Lozano |
| 1976      | Mundos opuestos                     | Cecilia |
| 1975      | Paloma                              | Blanca Rosa Ballesteros                                                                                              |
| 1974      | La tierra                           | Olivia |
| 1973      | La maestra Méndez                   | Maestra Méndez |
| 1973      | Cartas sin destino                  | Aurora |
| 1972      | Muchacha italiana viene a casarse   | Raquel |

## Participaciones especiales en televisión (actuación)
| Año  | Participaciones especiales en televisión (actuación) |
| ---- | --- |
| 2023 | Vecinos - Ella misma - Episodio: "Diva en el edificio". |
| 2023 | Mi famoso y yo - "Sketch" de comedia: "El extraño retorno de Diana Salazar" con Lambda García y la niña Liani. |
| 2022 | Perdiendo el juicio - Comedia, producido por Guillermo del Bosque. |
| 2013 | Todo incluido - "Sketches" de comedia, producidos por Guillermo del Bosque. |
| 2009 | Muera el amor - videoclip del cantante Daniel Derio (2009) - con Amanda Miguel, Ana Victoria, Mara Patricia Castañeda y Angelique Boyer entre otras.                                                                    |
| 2009 | Desmadruga2 - Cinco "sketches" de comedia: "El extraño retoño de Diana Salazar", "La azafata", "Mujeres campesinas". "Lucía Steel", "Diana Salazar contra Tunco Maclovich" e interpretación tema "Cielo Rojo" - México. |
| 2007 | Hola Susana - "Sketch" de comedia con Susana Giménez - Argentina. |
| 2003 | La hora pico - Cuatro "sketches" de comedia: "Luchida", "La Diva", "En el restaurante", "¿Con cuál de las dos? - México.                                                                                                |
| 1992 | A la cama con Porcel - Dos "sketches" de comedia con Jorge Porcel - Estados Unidos de América. |

## Cinematografía
| Año  | Cine                                                                                          | Personaje                  |
| ---- | --------------------------------------------------------------------------------------------- | -------------------------- |
| 2024 | Mejor viuda que mal acompañada                                                                | Mariloli                   |
| 1996 | Confetti -Película                                                                            | Coco Freyre                |
| 1985 | El maleficio II- Película                                                                     | Marcela                    |
| 1983 | Los renglones torcidos de Dios                                                                | Alice Gould/Alicia Estrada |
| 1980 | La ilegal                                                                                     | Claudia Bernal             |
| 1979 | Los hijos de Sánchez                                                                          | Marta Sánchez              |
| 1976 | Juan Armenta, el repatriado                                                                   | Julia                      |
| 1975 | El ministro y yo conocida como The Minister and Me (Estados Unidos: título literal en inglés) | Bárbara                    |
| 1975 | Más negro que la noche aka Blacker than the Night (Europa: título en inglés)                  | Marta                      |
| 1974 | El desconocido                                                                                |                            |
| 1974 | Cabalgando a la Luna                                                                          |                            |
| 1973 | El hijo del pueblo                                                                            | Carmen                     |
| 1972 | Vuelven los campeones justicieros                                                             |                            |

## Premios y reconocimientos
- 1972: "Rostro del Heraldo" de México.
- 1974: Premio la "Diosa de Plata" del cine mexicano en la categoría de "Revelación femenina" por su participación en "El desconocido" otorgado por los Periodistas Cinematográficos de México, A.C.
- 1975: "Calendario Azteca" como revelación en Televisión otorgado por la Asociación de Periodistas de Radio y Televisión (AMPRYT).
- 1982: Reconocimiento a la "Más taquillera" del Cine mexicano por su participación en "Los Renglones Torcidos de Dios" otorgado por la Cámara Nacional de la Industria Cinematográfica.
- "Discometro" por altas ventas de discos,
- "Vocero de Popularidad" por altas ventas como cantante.
- "Las Palmas de Oro" por altas ventas como cantante, otorgado por el Círculo Nacional de Periodistas de México.
- 1983: "Reina de Viña del Mar", siendo la primera artista mexicana en obtener ese galardón, otorgado por la Prensa acreditada al certamen viñamarino.
- 1984: Estatua de Cera en el "Museo de Cera de Hollywood", es la primera artista hispana con tenerla.
- 1984: Estrella en el Paseo de la Fama de la Calle 8 de Miami, Estados Unidos, otorgado por la Comunidad hispana.
- 1984: Su natal Guanajuato le otorgó el "Arlequín de Bronce"
- 1985: Nominada al Grammy americano en la categoría "Best Latin Performance" por su álbum "Sólo una mujer".[95]
- 1986: Premio "ACE" otorgado por la Asociación de Cronistas de Espectáculos de New York en la categoría de Televisión General por el programa de televisión especial del año titulado "Especial de Lucía Méndez/Canal 41".
- 1986: Nominada en Premios TVyNovelas de México como "Mejor actriz protagónica" por "Tú o nadie".
- 1987: Distinción de "Mister Amigo" de la comunidad de Brownsville, Texas/EEUU, como "Artista del año".
- 1989: Nominada en Premios TVyNovelas México como "Mejor actriz protagónica" por "El extraño retorno de Diana Salazar".
- 1992: Nominada en Premios TVyNovelas de México como "Mejor actriz protagónica" por "Amor de nadie".
- 1993: Premio "ACE" otorgado por la Asociación de Cronistas de Espectáculos de New York, como "Figura Femenina del Año" por su papel en "Marielena".
- 1993: Premio "ACE" otorgado por la Asociación de Cronistas de Espectáculos de New York, en la categoría de Variedades como "Mejor Actuación Femenina de Centro Nocturno / Roseland" (segundo de ese año).
- 1999: Premio "ACE" otorgado por la Asociación de Cronistas de Espectáculos de New York, como "Figura Femenina Internacional del Año" por su papel en "Tres veces Sofía".
- 1998: "Disco de Oro" certificado por AMPROFOM por la venta de 100,000 unidades de "Todo o nada".
- 2005: Premio "Casandra Internacional" de La Asociación (de República) Dominicana de Cronistas de Arte (Acroarte) como reconocimiento a su carrera.
- "Llaves de la ciudad" de varios Estados de México
- "Llaves de la ciudad" de varias ciudades de los Estados Unidos de América.
- 2006: Reconocimiento por parte de la "Cámara Mexicana de Comercio " como "Presidente Honoraria del Capítulo de Mujeres Empresariales en Estados Unidos"., por la venta de 600,000 unidades de su perfume "Vivir" a pocas semanas de salir al mercado.
- 2007: Por la narración de todas las voces del libro “Malinche” de Laura Esquivel fue reconocida por el jurado de intelectuales de New York con el premio "The Latino Book Awards".
- 2007: La APA (Audio Publishers Association por sus siglas en inglés) le otorgó el premio ganador por la narración de todas las voces del libro “Malinche” de Laura Esquivel, en la Sección de "Spanish Language" el 30 de mayo de 2008 en Los Ángeles, California.
- 2009: La Revista TV&Novelas México le otorgó reconocimiento en su 30 aniversario como una de las 30 figuras que han dejado huella en la televisión mexicana y que, gracias a su talento, han traspasado las pantallas internacionales, en marzo 14.
- 2009: La GLAAD (Gay & Lesbian Alliance Against Defamation por sus siglas en inglés) en Estados Unidos de América le otorgó un reconocimiento especial por su campaña de apoyo en la prevención de suicidio de adolescentes Gay, es la primera ocasión que se otorga una mención honorífica a una celebridad; esto fue en junio en Estados Unidos de América.
- 2009: Gobierno de la Ciudad le otorgó el título de "Embajadora de Acapulco" en abril.
- 2009: En las Brisas, Acapulco plasmó las huellas de sus manos en cera (como Marilyn Monroe y Sylvester Stallone) en abril, en ocasión del 50 aniversario del lugar.
- 2009: Premio "Las Palmas de Oro" en homenaje a su trayectoria artística otorgado por el Círculo Nacional de Periodistas de México en junio durante la 48 entrega de dicho galardón.
- 2009: Reconocimiento con el premio Diosa de Plata que otorga los Periodistas Cinematográficos de México A.C. (Pecime) por su amplia trayectoria cinematográfica y su notable carrera en teatro y televisión (el 21 de julio).
- 2010: "Reina del Mariachi" otorgado por la Asociación Nacional de Actores (ANDA) en México el 30 de enero.
- 2010: La revista People en Español la nombró como una de "Los 50 más bellos".
- 2010: Nombrada por el gobernador de la entidad, Juan Manuel Oliva como "embajadora del Bicentenario" por el estado de Guanajuato.
- 2010: Homenaje por su trayectoria en Acapulco.
- 2010: Ratificada por el gobierno de la ciudad y puerto de Acapulco como "Embajadora internacional de Acapulco", título que ostenta desde 2003.
- 2010: Heraldo a la trayectoria en Toluca, México.
- 2010: Reconocimiento Una Mano Amiga, en su sexta edición en Toluca, México.
- 2011: Réplica de sus manos en la Plaza de las Estrellas de la Ciudad de México.[96]
- 2011: Nominada al Grammy Latino en la categoría "Mejor álbum de música ranchera" por su álbum "Lucía Méndez canta un homenaje a Juan Gabriel".
- 2012: Premiada como "La mejor actriz antagónica 2011", en la 21 entrega de los premios Bravo.[97]
- 2012: Nominada en Premios TVyNovelas de México como "Mejor primera actriz" por "Esperanza del corazón".
- 2013: Premiada como "La actriz más popular en Italia y Europa" por Línea 3 Creation & Production International en Vercelli, Italia.[98]
- 2013: Recibió el Galardón Internacional Excelsis, que le otorgó la Global Quality Foundation en reconocimiento a su trayectoria.[99][100]
- 2013: Premio Bravo por sus cuarenta años de trayectoria.[101]
- 2013: Recibió en diciembre el Micrófono de Oro otorgado por la Asociación nacional de locutores de México, en Puebla por sus 40 años de trayectoria en la música.[102][103]
- 2013: Recibió durante la ceremonia del Micrófono de Oro y de manos de la conductora de radio Perla Matías y del ecologista Eduardo Abelardo una placa de reconocimiento como primera actriz y cantante de trayectoria internacional.[104]
- 2014: Reconocimiento por parte del Gobierno de Guanajuato en noviembre a su trayectoria artística.[105]
- 2014: Reconocimiento en noviembre a su trayectoria artística por parte de los organizadores del Premio Arlequín en México.[106]
- 2014: Corazón de piedra en plata elaborado por la diseñadora taxqueña Delia González, en la edición 77 de la Feria Nacional de la Plata, realizada en Taxco de Alarcón, Guerrero.[107]
- 2014: En diciembre recibió el premio a "La mujer del año" por parte de la Cámara Nacional de la Mujer junto a otras personalidades por su destacada participación en áreas profesionales como la moda, la belleza, la salud, el deporte, el arte y la cultura.[108][109]
- 2015: Plasmó sus huellas en la Plaza de las Estrellas de la Ciudad de México en enero.[110]
- 2015: Premio a mejor actriz de comedia por parte de la Agrupación de Periodistas Teatrales (APT) de México por su papel en la obra de teatro "Un encuentro inesperado".[111][112]
- 2016: En junio recibió su estrella en el Paseo de las Estrellas de Tijuana.[113]
- 2021: En noviembre recibió el "Micrófono de Oro" otorgado por la Asociación Nacional de Locutores de México, en reconocimiento a cuatro décadas dedicadas a la música.[114]
- 2021: En diciembre recibió la "Medalla Silvia Pinal" otorgada en nombre de la prensa de México.[115]
- 2022: El 19 de mayo recibió el Premio a la Excelencia por ocasión de sus 50 años de carrera artística, otorgado por la fundación Unidos Por La Música (UPLM), celebrado en el auditorio del museo de los premios Grammy en Los Ángeles, California, Estados Unidos.[116][117]
- 2023: El 14 de febrero recibió las llaves de la ciudad de Miami, Florida, Estados Unidos de América, como reconocimiento a sus 50 años de carrera, de manos del H. Juan Carlos Bermúdez, comisionado de Miami- Dade.[118]
- 2025: El 4 de abril recibió el reconocimiento como "La Diva del siglo" dentro del marco de "Los 100 más influyentes de México y Latinoamérica", otorgado por The One Magazine en la Ciudad de México.[119]